# Лонг-Веллі (Нью-Джерсі)
Лонг-Веллі (англ. Long Valley) — переписна місцевість (CDP) в США, в окрузі Морріс штату Нью-Джерсі. Населення — 1827 осіб (2020).

## Географія
Лонг-Веллі розташований за координатами 40°46′56″ пн. ш. 74°46′37″ зх. д. / 40.78222° пн. ш. 74.77694° зх. д. (40.782250, -74.776936).  За даними Бюро перепису населення США в 2010 році переписна місцевість мала площу 11,97 км², з яких 11,83 км² — суходіл та 0,15 км² — водойми.

## Демографія
Згідно з переписом 2010 року, у переписній місцевості мешкало 1879 осіб у 675 домогосподарствах у складі 534 родин. Густота населення становила 157 осіб/км².  Було 709 помешкань (59/км²).
Расовий склад населення:
| - 94,7 % — білих - 1,8 % — азіатів - 0,5 % — чорних або афроамериканців - 1,3 % — осіб інших рас |

До двох чи більше рас належало 1,6 %. Частка іспаномовних становила 5,3 % від усіх жителів.
За віковим діапазоном населення розподілялося таким чином: 25,8 % — особи молодші 18 років, 60,8 % — особи у віці 18—64 років, 13,4 % — особи у віці 65 років та старші. Медіана віку мешканця становила 43,8 року. На 100 осіб жіночої статі у переписній місцевості припадало 97,2 чоловіків;  на 100 жінок у віці від 18 років та старших — 96,5 чоловіків також старших 18 років.
Середній дохід на одне домашнє господарство  становив 127 997 доларів США (медіана — 95 000), а середній дохід на одну сім'ю — 140 467 доларів (медіана — 113 512). За межею бідності перебувало 3,1 % осіб, у тому числі 0,0 % дітей у віці до 18 років та 4,7 % осіб у віці 65 років та старших.
Цивільне працевлаштоване населення становило 858 осіб. Основні галузі зайнятості: освіта, охорона здоров'я та соціальна допомога — 18,4 %, науковці, спеціалісти, менеджери — 16,4 %, будівництво — 15,3 %.